# Лехович, Дмитрий Владимирович
Дми́трий Влади́мирович Лехович (30 мая 1901, Санкт-Петербург, Российская империя — 15 мая 1995, Нью-Йорк, США) — участник Гражданской войны в России на стороне Белого движения. Деятель белой эмиграции. Исследователь биографии Антона Деникина. Писатель. Банкир.

## Биография
Родился в семье В.А. Леховича. Поступил в Александровский лицей, из 6-го класса которого в 1917 году ушёл вольноопределяющимся в Лейб-гвардии Конную артиллерию. В Вооружённых силах Юга России во 2-й гвардейской конной батарее. В марте 1920 года был эвакуирован из Новороссийска. На май 1920 года находился в Королевстве Сербов, Хорватов и Словенцев. В августе 1920 года возвратился в Крым в Русскую армию.
Был эвакуирован сначала в Константинополь, затем – в Галлиполийский лагерь, из него — в Королевство сербов, хорватов и словенцев. Работал курьером, а затем бухгалтером в банке Serbska Zadruzhna Banka до конца 1923 года.
Некоторое время прожив в Великобритании, в сентябре 1924 года он приехал в США с визой на учёбу. По результатам экзаменовки был принят в Колумбийский университет сразу на третий курс. Диплом он защитил и по истории, и по экономике. Устроился на работу в нью-йоркский банк Manufacturers Trust Company, в котором проработал до самой пенсии. Как выпускник Александровского лицея состоял активным членом лицейской организации в США и служил её секретарём и казначеем. Возможно, являлся последним из живущих выпускников Александровского лицея.
Когда Владимир Набоков в 1940 году приехал в США, он некоторое время жил на квартире супругов Леховичей по aдресу Мэдисон-Авеню, дом 1326.
Интересуясь литературой и историей начал писать статьи для местной прессы, в основном на английском языке, но иногда и на русском. Постепенно увлёкся историей Гражданской войны и Белого движения, личностью А. И. Деникина, с которым близко познакомился в 1946 году. Начал писать книгу о нём, которая стала основным трудом его жизни и работа над которой растянулась на 20 лет. Книга писалась на русском языке, а затем была переведена на английский. Первое её издание — англоязычное «White Against Red — the Life of General Anton Denikin» — вышло в 1974 году. Первое русское издание вышло уже в пост-советской России в 1992 году под названием «Белые против красных. Судьба генерала Антона Деникина». В 2003 году при участии сына Владимира было издано посмертное, самое полное издание книги, под названием «Деникин. Жизнь русского офицера».
После смерти Леховича его библиотека, насчитывавшая более 1200 томов, и архив были получены славянским отделом Нью-Йоркской публичной библиотеки.

## Семья
4 сентября 1934 года Д. В. Лехович женился на княжне Евгении Сергеевне Урусовой (1908, Рим.— 07.01.1975, Нью-Йорк), работавшей сначала секретаршей, а затем и администратором в Нью-йоркской школе Г. М. Баланчина. Благодаря этой работе и происхождению супруги в доме Леховичей собирались деятели русского балета и старой аристократии — Волконские, Оболенские, Урусовы, Татищевы.
Сын Владимир стал американским дипломатом высокого ранга, на 2011 год уже был в отставке.

## Сочинения
- White Against Red — the Life of General Anton Denikin. — New York: W.W. Norton, 1974.
- Деникин. Жизнь русского офицера. — 1-е. — Москва: «Евразия +», 2004. — 888 с. — 3000 экз. — ISBN 5-93494-071-6